# Flodo Span
Flodo Span è un membro gassoso del Corpo delle Lanterne Verdi. Non possiede un corpo tangibile, e mantiene insieme il suo corpo con il suo anello. Fu amico di Hal Jordan, e un membro del Corpo delle Lanterne Verdi dei Kylminade.

## Settore senziente 3600
Quando Sinestro si alleò con il settore senziente 3600 per sconfiggere il Corpo delle Lanterne Verdi della Terra (Hal Jordan, Arisia, John Stewart, Katma Tui, Kilowog, Ch'p e Salaak), Hal chiamò le Lanterne Verdi di Kylminade perché potessero aiutarli a sconfiggerlo. Infine, fu Flodo Span che riuscì a sconfiggere il Settore 3600 utilizzando il suo anello del potere per espandersi nell'intero il settore. Lo sforzo lo avvicinò alla pazzia, finché il suo anello non riuscì a rimetterlo insieme nella sua taglia normale, dopo aver ridotto il Settore 3600 alle dimensioni di una palla da baseball. Con il Settore 3600 fuori combattimento, Sinestro fu velocemente sconfitto e portato sul pianeta Oa per essere giudicato.

## Implosione della Batteria del Potere
L'azione più degna di nota di Flodo Span, fu quando aiutò Hal Jordan nel viaggio attraverso la barriera dimensionale per parla re con i Guardiani dell'Universo, dopo che l'esecuzione di Sinestro portò all'implosione della Batteria del Potere Centrale su Oa, e il conseguente assorbimento degli anelli del potere delle Lanterne Verdi. Flodo e Hal riuscirono ad arrivare dai Guardiani, ma nel farlo, l'anello di Flodo fu assorbito dalla Batteria Centrale e la sua forma gassosa scomparve.

## La notte più profonda
Flodo è una delle molte Lanterne Verdi ad essere risvegliato dalla sua tomba per divenire una Lanterna Nera. E fu anche una delle prime Lanterne Nere a battersi contro le viveti Lanterne Verdi di Oa.

## Giuramento
Flodo possiede un suo proprio giuramento nei fumetti:
"Once there was but darkness,

full and forever--

but then came the light

of the Green Lantern--

and then myself-- to do it justice!"
"Una volta non vi era che l'oscurità,

piena e per sempre--

ma poi venne la luce

della Lanterna Verde

e quindi io--per farne giustizia!"